# Рут (Північна Кароліна)
Рут (англ. Ruth) — місто (англ. town) в США, в окрузі Рутерфорд штату Північна Кароліна. Населення — 347 осіб (2020).

## Географія
Рут розташований за координатами 35°22′57″ пн. ш. 81°56′41″ зх. д. / 35.38250° пн. ш. 81.94472° зх. д. (35.382369, -81.944847).  За даними Бюро перепису населення США в 2010 році місто мало площу 1,10 км², уся площа — суходіл.

## Демографія
Згідно з переписом 2010 року, у місті мешкало 440 осіб у 177 домогосподарствах у складі 113 родин. Густота населення становила 400 осіб/км².  Було 203 помешкання (185/км²).
Расовий склад населення:
| - 87,5 % — білих - 6,6 % — чорних або афроамериканців - 0,7 % — корінних американців - 1,8 % — осіб інших рас |

До двох чи більше рас належало 3,4 %. Частка іспаномовних становила 2,5 % від усіх жителів.
За віковим діапазоном населення розподілялося таким чином: 17,0 % — особи молодші 18 років, 67,8 % — особи у віці 18—64 років, 15,2 % — особи у віці 65 років та старші. Медіана віку мешканця становила 46,1 року. На 100 осіб жіночої статі у місті припадало 97,3 чоловіків;  на 100 жінок у віці від 18 років та старших — 97,3 чоловіків також старших 18 років.
Середній дохід на одне домашнє господарство  становив 47 412 долари США (медіана — 41 250), а середній дохід на одну сім'ю — 50 784 долари (медіана — 44 219). Медіана доходів становила 40 357 доларів для чоловіків та 30 250 доларів для жінок. За межею бідності перебувало 15,0 % осіб, у тому числі 6,7 % дітей у віці до 18 років та 9,9 % осіб у віці 65 років та старших.
Цивільне працевлаштоване населення становило 157 осіб. Основні галузі зайнятості: виробництво — 28,0 %, освіта, охорона здоров'я та соціальна допомога — 19,1 %, будівництво — 13,4 %, роздрібна торгівля — 11,5 %.